# Inhaleerbare insuline

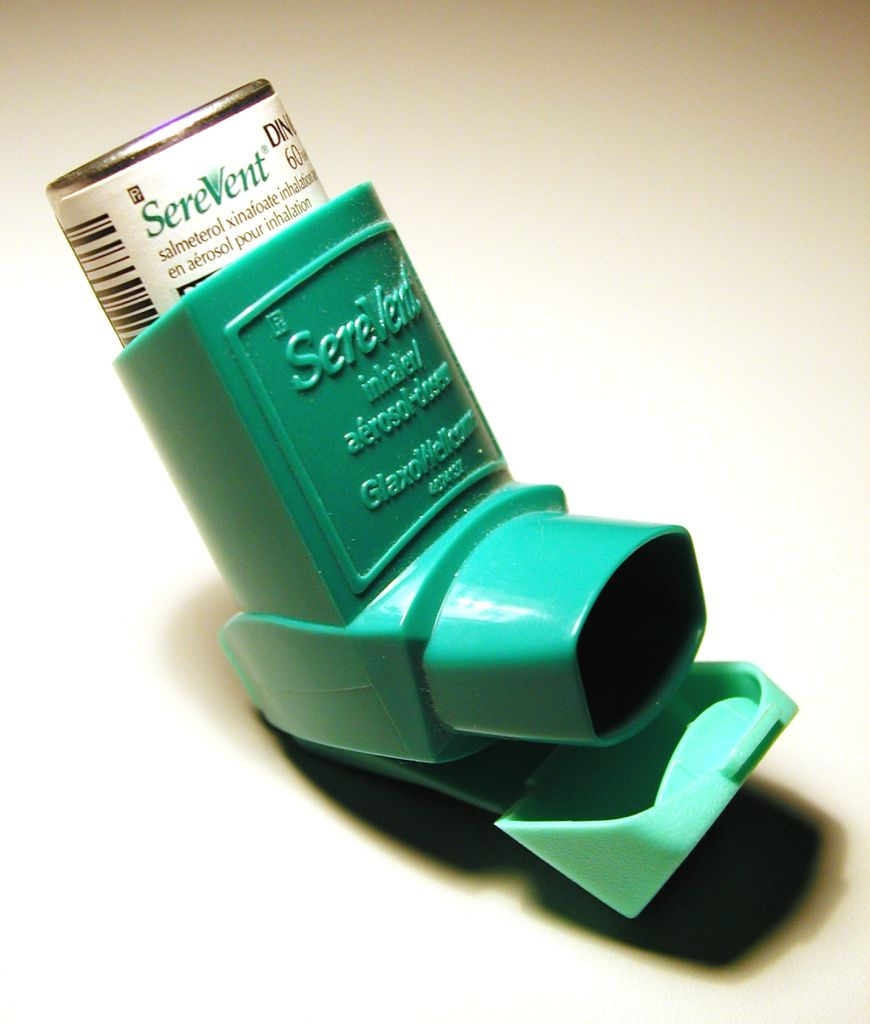
Een inhaler

Inhaleerbare insuline is een vorm van synthetische insuline die met behulp van een inhalator, ook wel "inhaler" genoemd, toegediend kan worden. Na inhalatie komt de (poedervormige) insuline in de longen terecht, waar deze geabsorbeerd wordt en vervolgens in de bloedsomloop terechtkomt.
Geïnhaleerde insuline heeft dezelfde werking als geïnjecteerde (kortwerkende) insuline en dient gebruikt te worden in combinatie met een langwerkende insuline.

## Geschiedenis
De eerste inhaleerbare insuline werd in 2005 in Engeland op de markt gebracht door Pfizer onder de merknaam Exubera. In 2006 werd Exubera, na goedkeuring door de Food and Drug Administration, ook in de VS op de markt gebracht. Echter, in datzelfde jaar adviseerden de Britse National Health Service en National Institute for Health and Clinical Excellence tegen het gebruik van inhaleerbare insuline, omdat de voordelen niet opwegen tegen de kosten. Het gebruik van inhaleerbare insuline werd alleen in het geval van een aantoonbare injectie-fobie aangeraden.
In oktober 2007 kondigde Pfizer aan te zullen stoppen met de productie en distributie van Exubera vanwege tegenvallende verkoop.
In januari 2008 kondigde Novo Nordisk, een van de grootste insulineproducenten, aan dat ze stopten met het ontwikkelen van hun eigen inhaleerbare insuline (AERx genaamd) en in maart 2008 stopte ook Eli Lilly met de ontwikkeling van inhaleerbare insuline. In september 2008 werkt alleen nog MannKind Corporation aan de ontwikkeling van deze vorm van insuline-toediening (onder de naam Technosphere Insuline). In juli 2010 loopt er nog steeds een New Drug Application (een verzoek om een nieuw medicijn op de markt te mogen brengen in de Verenigde Staten) bij de Food and Drug Administration voor MannKinds inhaleerbare insuline, die inmiddels Afrezza heet. Afrezza is sinds juli 2014 toegelaten door de FDA.
Sanofi Europe heeft de verkoop rechten gekocht van Mannkind en gaat Afrezza hier op de markt brengen. Wanneer er een RVG toelating komt is vooralsnog onbekend.
Termen:
Bloedglucosespiegel ·
Glykemische index ·
Hyperglykemie ·
Hypoglykemie ·
Insuline ·
Insulineanalogon ·
Pancreas

Hulpmiddelen:
Glucosemeter ·
Inhaleerbare insuline ·
Insulinepen ·
Insulinepomp ·
Prikpen

Insuline:
Snelwerkend:
Insuline lispro ·
Insuline aspart ·
Insuline glulisine
Kortwerkend:
Gewoon insuline
Middellangwerkend:
NPH-insuline
Langwerkend:
Insuline glargine ·
Insuline detemir

Bedrijven en leveranciers:
Eli Lilly ·
Novo Nordisk ·
Sanofi-aventis ·
Pfizer